# Kremenšek
Kremenšek je priimek več znanih Slovencev:
- Janko Kremenšek (1860 - 1929), pravnik in politik
- Slavko (Vekoslav) Kremenšek (*1931), etnolog (in zgodovinar), univ. profesor
- Manka Kremenšek Križman (*1964), (novinarka), pisateljica, prevajalka